# Robotik

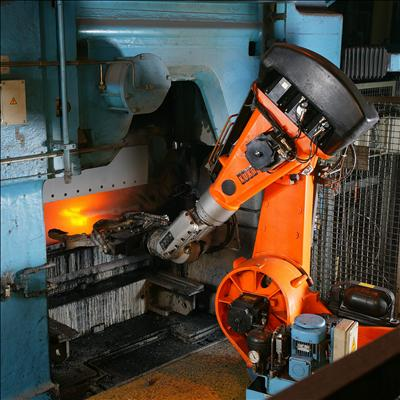
En industrirobot

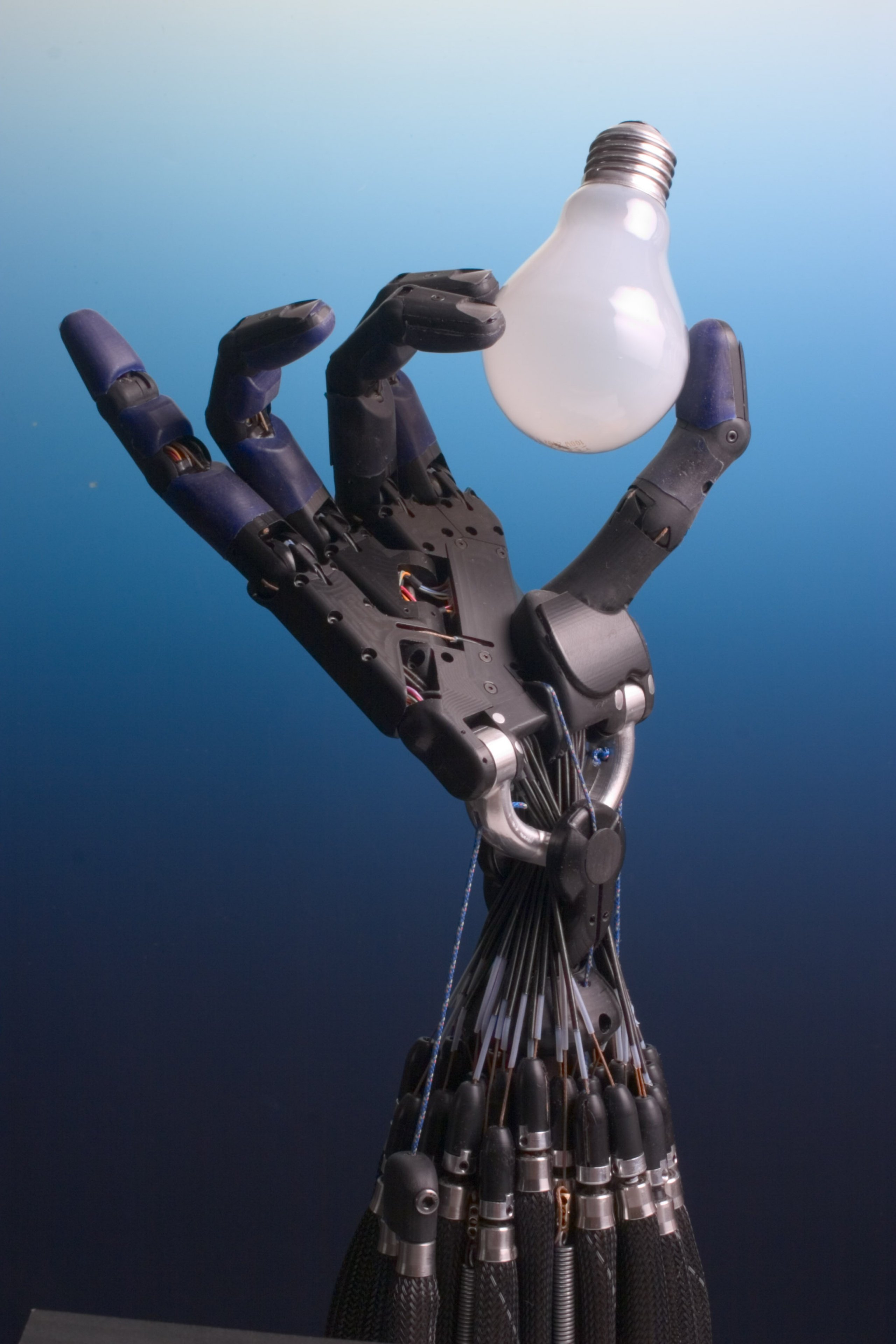
En robothand

Robotik är läran om robotar och om mekaniska automatiserade anordningar. Inom robotiken ingår många andra vetenskaper, som fysik, datavetenskap, ellära och matematik.
Ordet "robot" blev känt genom Karel Čapeks pjäs R.U.R. (1920). Ordet "robotik" användes först av Isaac Asimov i science fiction-novellen "Liar!" (1941).

## Historia
| Datum        | Betydelse | Robotnamn                 | Uppfinnare                                  |
| ------------ | --- | ------------------------- | ------------------------------------------- |
| Före år 1000 | Beskrivningar av mer än 100 automatiska maskiner.[källa behövs]                                                                 |                           | Ctesibius och Philo of Byzantium med flera. |
| 1206         | Skapandet av tidiga humanoider[källa behövs]                                                                                    |                           | Al-Jazari                                   |
| 1495         | Designer för en humanoid robot[källa behövs]                                                                                    | Mekanisk riddare          | Leonardo da Vinci                           |
| 1738         | Mekanisk anka som kunde äta och vifta med vingarna.                                                                             | Digesting Duck            | Jacques de Vaucanson                        |
| 1898         | Nikola Tesla demonstrerar det första radiostyrda fartyget.[källa behövs]                                                        | Teleautomaton             | Nikola Tesla                                |
| 1921         | De första fiktiva människoliknande maskiner kallade "robotar" visas i scenen R.U.R.[källa behövs]                               | Rossum's Universal Robots | Karel Čapek                                 |
| 1930s        | Humanoid robot visas under 1939 och 1940 World's Fairs[källa behövs]                                                            | Elektro                   | Westinghouse Electric Corporation           |
| 1948         | Enkla robotar med biologiska beteenden visas[källa behövs]                                                                      | Elsie och Elmer           | William Grey Walter                         |
| 1956         | Första kommersiella roboten, från företaget Unimation grundat av George Devol och Joseph Engelberger, baserat på Devol's patent | Unimate                   | George Devol                                |
| 1961         | Första industriroboten installerades.                                                                                           | Unimate                   | George Devol                                |
| 1963         | Första palleteringsrobot[källa behövs]                                                                                          | Palletizer                | Fuji Yusoki Kogyo                           |
| 1973         | Första industriella robot med sex elektromekaniskt drivna axlar[källa behövs]                                                   | Famulus                   | KUKA Robot Group                            |
| 1975         | Programmeringsbar rörlig arm[källa behövs]                                                                                      | PUMA                      | Victor Scheinman                            |
| 2009         | Största och starkaste industrirobot med sex axlar[källa behövs]                                                                 | M-2000iA                  | FANUC Robotics America                      |